# 高格斯台郭勒
高格斯台郭勒也称高格斯台河，巴音河，是中华人民共和国内蒙古自治区中部的一条河流，发源于锡林郭勒盟正蓝旗东北赛音呼都嘎苏木园旦子山东南，蜿蜒向西北流，注入阿巴嘎旗呼尔查干淖尔。该河全长211千米，集水面积约5123平方千米，年均径流量约为0.439亿立方米。根据昌图庙水文站测定，该河春季富水期径流量占全年的50.1%，冬季枯水期径流量占全年的0.8%。